# Route forestière du Haut Mafate

La route forestière du Haut Mafate, ou route forestière 13, est une route forestière de l'île de La Réunion, département d'outre-mer français dans le sud-ouest de l'océan Indien. Route de montagne des Hauts, elle relie l'îlet du Bélier, dans l'est du cirque naturel et de la commune de Salazie, au col des Bœufs, un col de montagne situé plus au sud sur la crête reliant le sommet du Cimendef à celui du Morne de Fourche et séparant par la même occasion Salazie du cirque de Mafate, plus à l'ouest. Ce faisant, elle franchit à plusieurs reprises la crête en question, qui sert de frontière aux communes de Salazie d'une part et de La Possession d'autre part ; elle emprunte plusieurs cols, dont le Petit Col, à 1 851 mètres d'altitude. Elle est entièrement située à l'intérieur du cœur du parc national de La Réunion.

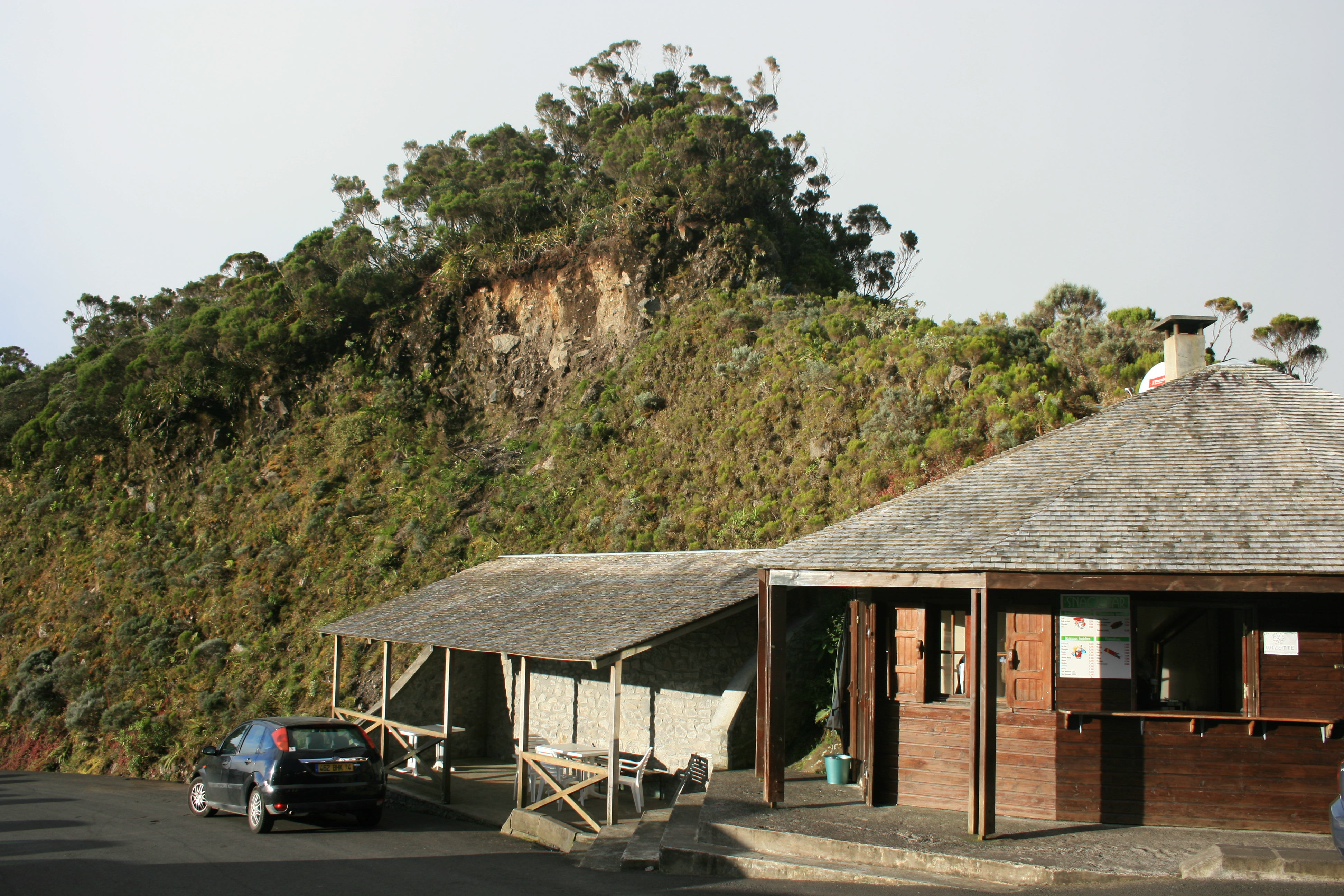
Un bâtiment le long de la route forestière du Haut Mafate, au Petit Col.